# Ladislav Novák
Ladislav Novák (Louny, Checoslovaquia, 5 de diciembre de 1931-Ostředek, República Checa, 21 de marzo de 2011) fue un futbolista internacional y entrenador checo que jugó como defensa en el Dukla Praga durante prácticamente toda su carrera deportiva. Fue internacional con la selección de Checoslovaquia, con quien disputó una Eurocopa y tres Copas del Mundo, incluido el subcampeonato del mundo en 1962.
Tras su retirada como futbolista en activo, Novák inició su carrera como entrenador y dirigió a la selección checoslovaca y al Dukla Praga nuevamente, además de otros equipos belgas. Con el Dukla Praga, el equipo del Ejército checoslovaco, ganó ocho campeonatos de liga como jugador y otro como entrenador en 1982, convirtiéndose en uno de los símbolos de este club.